# Fibrobacterota
Phylum
Synonymes
- Fibrobacterota Whitman et al. 2018
- Fibrobacteraeota Oren et al. 2015
- Fibrobacteres Garrity & Holt 2001

Les Fibrobacterota sont un phylum du règne des Pseudomonadati au sein du domaine Bacteria. Son nom provient de son genre type, Fibrobacter, auparavant confondu avec le genre Bacteroides.
Ces bactéries sont des anaérobies obligatoires, hétérotrophes et chimio-organotrophes, typique du tube digestif des mammifères où elles dégradent les aliments ligno-cellulosiques en prélevant l'azote des acides aminés et en utilisant l'ammonium, tout en convertissant le glucole, le xylane, et le cellobiose des fibres en acide succinique et en acide acétique. Elles sont favorisées par les acides gras, le CO2 et l'absence d'oxygène, ainsi que par les carbonates et vitamines.
Selon l'Atlas, abondante dans les sols de Bretagne et de Hauts-de-France, la distribution de ce taxon bactérien est en France principalement expliquée par les interactions (12,1%) et les caractéristiques physiochimiques du sol (7,8%), devant les descripteurs géographiques et les usages du sol (épandage de lisiers et boues d'épuration...). Le taux de phosphore biodisponible du sol (limono-sableux de grande culture, plutôt alcalin) sont des paramètres pouvant les favoriser. Concernant leurs préférences thermiques, elles sont généralement mésophiles (thermophiles parfois).

## Historique
Ce petit phylum comprend bon nombre des principales bactéries de la panse, qui permettent la dégradation des substances cellulosiques chez les ruminants. Certains de ses membres ont été classés auparavant dans d'autres phyla ; précisément le genre type Fibrobacter a été scindé du genre Bacteroides en 1988,.
En 2001 Garrity et Holt créent le phylum Fibrobacteres pour contenir les bactéries du genre Fibrobacter mais la publication dans le Bergey's Manual of Systematic Bacteriology n'a pas été effectuée de manière valide selon le code de nomenclature bactérienne. Ce taxon a été republié en 2021 avec une modification de son nom en Fibrobacterota pour se conformer aux règles de l'ICSP en maintenant l'autorité d'invention à Garrity et Holt mais avec la date de validation de 2021.

## Taxonomie

### Étymologie
L'étymologie de Fibrobacterota est la suivante : Fi.bro.bac.te.ro’ta N.L. masc. n. Fibrobacter,le genre type du phylum; N.L. neut. pl. n. suff. -ota, suffixe utilisé pour définir un phylum; N.L. neut. pl. n. Fibrobacterota, le phylum des Fibrobacter,.

## Liste des classes
Selon la LPSN (30 avril) ce phylum contient trois classes :
- Chitinispirillia Sorokin et al. 2016
- Chitinivibrionia Sorokin et al. 2014
- Fibrobacteria Spain et al. 2012